# Keltisch kruis (tarot)

Kaartlegging Keltisch kruis (traditioneel)

Het Keltisch kruis is een kaartlegging die in de tarot gebruikt wordt. Het Keltisch kruis wordt ook wel het Bokaal en Staaf-legpatroon genoemd, waarbij de eerste 6 kaarten uit het patroon voor de bokaal staan en de laatste 4 kaarten voor de staaf. Het Keltisch kruis is door Arthur Waite in 1910 geïntroduceerd in de Rider-Waite Tarot. Sindsdien is het een van de meestgebruikte leggingspatronen die in de tarot gebruikt worden.
Bij een legging van het Keltisch kruis wordt er eerst een kaart gekozen die voor de persoon of het onderwerp staat waar informatie over wordt gevraagd. Traditioneel wordt die kaart op basis van astrologische correspondentie bepaald. Zo zal een man van middelbare leeftijd die geboren werd onder een van de vuurtekens (Ram, Leeuw, Boogschutter) voorgesteld worden door de Koning van Staven (het vuurelement), en een jonge Waterman-vrouw of man door de Schildknaap van Zwaarden (het luchtelement). Deze kaart wordt met de beeldzijde naar boven in het midden gelegd van het kruis, waarna er tien kaarten worden gelegd. Elke positie in het patroon heeft een eigen betekenis. De betekenis van deze posities is bij een klassieke legging als volgt (de kaartlegger spreekt daarbij traditioneel bij elke kaart een formule uit die de betekenis van een kaart in die positie verduidelijkt:
Klassieke legging van Keltisch kruis
- Kaart 1: "Deze beschermt je" - De beschermende invloed in het leven op dat moment.
- Kaart 2: "Deze kruist je" - Obstakel.
- Kaart 3 - "Deze is boven je" - Het beste wat onder de omstandigheden verwacht mag worden.
- Kaart 4 - "Deze is onder je" - Grondslag van de vraag.
- Kaart 5 - "Deze is achter je" - Verleden.
- Kaart 6 - "Deze is voor je" - Nabije toekomst.
- Kaart 7 - "Deze ben jij" - Kaart van de Consultant.
- Kaart 8 - "Deze is voor je huis en voor je gezin" - Naaste familie.
- Kaart 9 - "Deze is voor je hoop en voor je angsten" - Hoe de te verwachten gebeurtenissen benaderd zullen worden.
- Kaart 10 - "En deze is voor wat je te wachten staat" - Culminatiekaart.

Een variant is de volgende

De kaarten van de bokaal:
- De eerste kaart staat voor situatie waarin de vraagsteller zich op dat moment bevindt.
- De tweede kaart wordt horizontaal over de eerste kaart heen gelegd en staat voor de obstakels en uitdagingen die de vraagsteller tegenkomt.
- De derde kaart staat voor het doel dat bereikt kan worden.
- De vierde kaart staat voor de fundering van de situatie waarin de vraagsteller zich bevindt.
- De vijfde kaart zijn de invloeden en gebeurtenissen uit het verleden.
- De zesde kaart is de (nabije) toekomst en wat er te verwachten valt.

De kaarten van de staaf:
- De zevende kaart zijn de zaken waar de vraagsteller bang voor is en de manier waarop deze kracht gebruikt kan worden.
- De achtste kaart staat voor de mensen in de omgeving van en hun invloed op de vraagsteller.
- De negende kaart staat voor de hoop en de beïnvloeding hiervan op de verwachtingen van de vraagsteller.
- De tiende en laatste kaart staat voor de zaken zich mogelijk in de toekomst kunnen afspelen.